# Axiocerylon watrousi
Axiocerylon watrousi là một loài bọ cánh cứng trong họ Cerylonidae. Loài này được Slipinski, Wheeler & McHugh miêu tả khoa học năm 1990.